# Krajowa Agencja Podatkowa (Japonia)
Krajowa Agencja Podatkowa (jap. 国税庁 Kokuzei-chō, ang. National Tax Agency, w skrócie NTA) – oficjalny organ podatkowy w Japonii. Od 5 lipca 2024 roku funkcje komisarza NTA sprawuje Tatsuo Oku.
Celem NTA jest umożliwienie podatnikom prawidłowego i sprawnego wypełniania obowiązków podatkowych.
NTA zostało założone w 1949 roku jako zewnętrzne biuro Ministerstwa Finansów. Krajowa Agencja Podatkowa nadzoruje 12 krajowych biur podatkowych (w tym Regionalne Biuro Podatkowe Okinawy) i 524 urzędy podatkowe w całym kraju. Istnieje również Krajowa Specjalistyczna Szkoła Podatkowa szkoląca urzędników podatkowych, a Krajowy Podatkowy Trybunał Odwoławczy funkcjonuje jako specjalny organ rozpatrujący wnioski podatników o ponowne rozpatrzenie sprawy.